# جائزة موناكو الكبرى 1961
جائزة موناكو الكبرى 1961 هو سباق فورمولا 1 أقيم بتاريخ 14 مايو 1961 في حلبة موناكو، مونت كارلو. كان الأول من أصل 8 في بطولة العالم لسباقات الفورمولا واحد موسم 1961. حلّ البريطاني ستيرلنغ موس أولا بينما جاء الأمريكي ريتشي جينثر في المركز الثاني وحصل على المركز الثالث الأمريكي فيل هيل.

## الترتيب النهائي
| الترتيب | السائق             | النقاط |
| ------- | ------------------ | ------ |
| 1       | ستيرلنغ موس        | 9      |
| 2       | ريتشي جينثر        | 6      |
| 3       | فيل هيل            | 4      |
| 4       | فولفغانغ فون تريبس | 3      |
| 5       | دان جورني          | 2      |
| المصدر: |                    |        |